# Malvik
Malvik é uma comuna da Noruega, com 171 km² de área e 11 884 habitantes (censo de 2004).         